# Улисес Давила
Улисес Алехандро Да̀вила Плассенсия (на испански: Ulises Alejandro Dávila Plascencia, роден 13 април 1991 г. Гуадалахара, Мексико) или само Улисес Давила, е мексикански футболист играещ за холандския футболен отбор СБВ Витесе (под наем от Челси).

## Кариера

### Челси
На 27 август 2011 Давила преминава в Челси, подписвайки 5-годишен договор.

### СБВ Витесе
На 30 август 2011 Давила е пратен под наем в СБВ Витесе до края на сезон 2011-12.